# イルマ・シュターライ

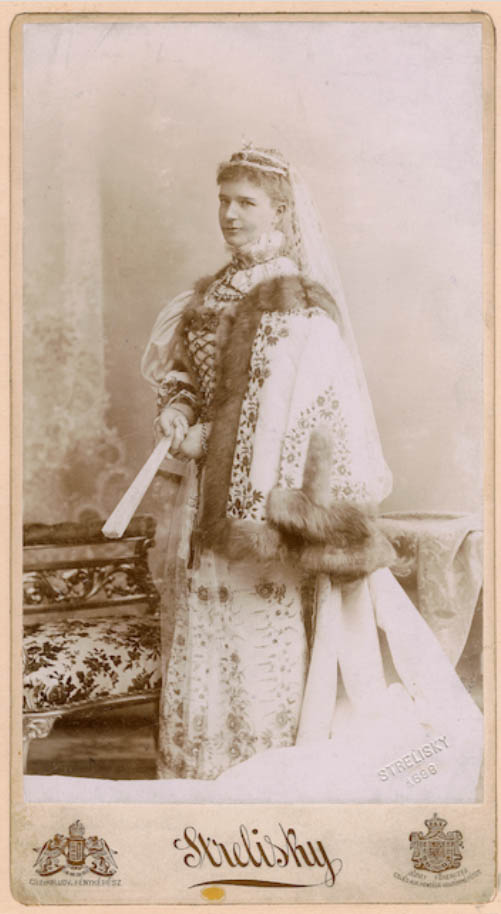
ハンガリーの衣装を着たイルマ・シュターライ伯爵夫人

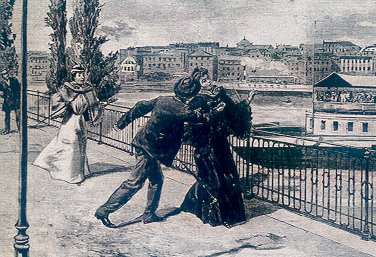
無政府主義者ルイジ・ルケーニにエリーザベトが刺された際の様子。後ろにいるのがイルマ

シュターラ・エ・ナジ-ミハイ・シュターライ・イルマ伯爵夫人（Gróf sztárai és nagy-Mihályi Sztáray Irma、1864年7月10日-1940年9月3日）はハンガリーの貴族、女官。オーストリア皇后エリーザベトに仕えたことで知られている。

## 経歴
ハンガリーの名門貴族シュターライ家出身の地主貴族の娘としてにハンガリー領シュターレ（現在はスロバキア領）に生まれる。
30歳で同郷のマリア・フェステティクスの後任としてエリーザベト皇后付き女官に就任する。
1898年9月10日のジュネーブで、エリーザベトがアナーキストのルイジ・ルケーニによって暗殺された際に、彼女のそばにいたのもイルマである。
エリーザベトの死後はしばらくウィーンに住んだあと、故郷に戻り、エリーザベトと過ごした5年間についての回顧録を書き、第二次大戦中の1940年にスロバキアで亡くなった。

## 著書
- Erzsébet királyné kíséretében（1909年）